# Hundesmühler Torfkorb
Der Hundesmühler Torfkorb, auch als Herrschaftlicher Hundesmühler Torfkorb bezeichnet, war ein Torfmaß im Großherzogtum Oldenburg und nach dem Ort Hundsmühlen benannt.
Der Korb hatte die Abmaße: 26 Zoll Höhe, Bodenweite 22 Zoll und obere Weite von 29 Zoll.
Die Maßfestlegungen erfolgten durch eine Regierungsbekanntmachung von 1817 (24. Mai und publiziert 5. Juni). Man wollte dem kleiner werdenden Torffuder entgegenwirken, das sich über die Zeit seit der Festlegung 12. Dezember 1758 und 30. April 1868 halbiert hatte. 
- 1 Hundesmühler Torfkorb = 10.029 11/100 Pariser Kubikzoll = 8 Scheffel plus 12 ¾ Kannen (Oldenburger) = 198,9 Liter (errechn.)
- 11 Hundesmühler Torfkorb = 1 Fuder (Baggertorf)
- 12 Hundesmühler Torfkorb = 1 Fuder (brauner/schwarzer Torf)
- 14 Hundesmühler Torfkorb = 1 Fuder (weißer Torf)